# Mechanizm Hume’a
Mechanizm Hume’a (ang. Hume mechanism) – zawdzięcza swą nazwę osiemnastowiecznemu filozofowi, pisarzowi i ekonomiście szkockiemu Davidowi Hume'owi. W ekonomii jest to mechanizm eliminowania równowagi bilansu płatniczego w systemie waluty złotej (Gold Standard).
Deficyt handlowy pociąga za sobą zmniejszenie ilości złota, a tym samym podaży pieniądza, co prowadzi do wyższych stóp procentowych, napływu kapitału, spadku cen i do poprawy konkurencyjności kraju na arenie międzynarodowej. Przesyłane za granicę złoto, jako płatność za nadwyżkę importu nad eksportem, przetapiano na monety kraju mającego nadwyżkę w bilansie płatniczym. Odwrotne zależności mają miejsce w przypadku nadwyżki handlowej. O ile w kraju z deficytem, wyższe stopy procentowe i spadek cen spowalniały aktywność gospodarczą, to w kraju z nadwyżką wyższa inflacja ją redukowała.
Jest on jedną z cech charakterystycznych funkcjonowania systemu Gold Standard, a przyczyna jego tkwi w swobodzie krążenia złota przy regulowaniu bilansu płatniczego. Traktowany dosłownie system waluty złotej oznaczał bowiem sztywne reguły emisji pieniądza i system stałych kursów walutowych. Przez mechanizm Hume’a deficyt w handlu prowadził do kurczenia podaży pieniądza, a nadwyżka oznaczała rozszerzenie tej podaży. Obydwa te procesy zaś, oddziaływały w kierunku równoważenia handlu. Lata 1927-1931 nazywane są erą „efemerycznej waluty złotej”, którego centrami były Londyn i Nowy Jork charakteryzowały się między innymi tym, że mechanizm Hume’a był w nich obchodzony.